# Eine Kindheit auf dem Montmartre
Eine Kindheit auf dem Montmartre ist eine dreiteilige Literaturverfilmung nach der Vorlage einer Romanreihe des französischen Schriftstellers Robert Sabatier, die mit dem Band Les allumettes suédoises (1969) ihren Anfang nahm. Der Autor tritt zu Beginn des ersten Teils selbst auf und leitet mit den Worten „Ich erlebe noch einmal die Geschichte von Olivier… meine Geschichte“ in die Haupthandlung ein, die etwas mehr als 60 Jahre zurückliegt. Dadurch wird dem Zuschauer suggeriert, dass es sich bei dem erzählten Stoff weniger um Fiktion als um ein autobiografisches Nachempfinden handelt.

„»Im hellen Sonnenschein lag sie, meine Straße«. Jedesmal, wenn ich in mein altes Viertel am Montmartre zurückkehre, schießt mir dieser Satz durch den Kopf, denn all meine Erinnerungen sind voll strahlendem Sonnenschein. Es kam mir, als ich klein war, so vor, als würde immer die Sonne scheinen… vielleicht, weil ich damals glücklich war. Ich hatte nur Spielen und dumme Streiche im Kopf, wollte mich immer mit den Jungs aus der Rue Bachelet anlegen, denn ich selbst wohnte in der Rue Labat. Kurz – ich war ein richtiger kleiner Pariser Straßenjunge. Ich, Robert Sabatier – oder auch ‚Olivier‘, wenn Sie so wollen – begebe mich jetzt auf den Weg zu meiner alten Schule… meine alte Schule! Es ist albern, aber ich habe tatsächlich das Gefühl, als würde gleich ein Wunder geschehen, als würde ich wieder zu dem kleinen Olivier und könnte meine ganze glückliche Kindheit noch einmal erleben. Glücklich, das war sie, aber nicht immer – und damals wusste ich noch nicht, was das Leben mir bringen würde.“

## Produktion und Ausstrahlung

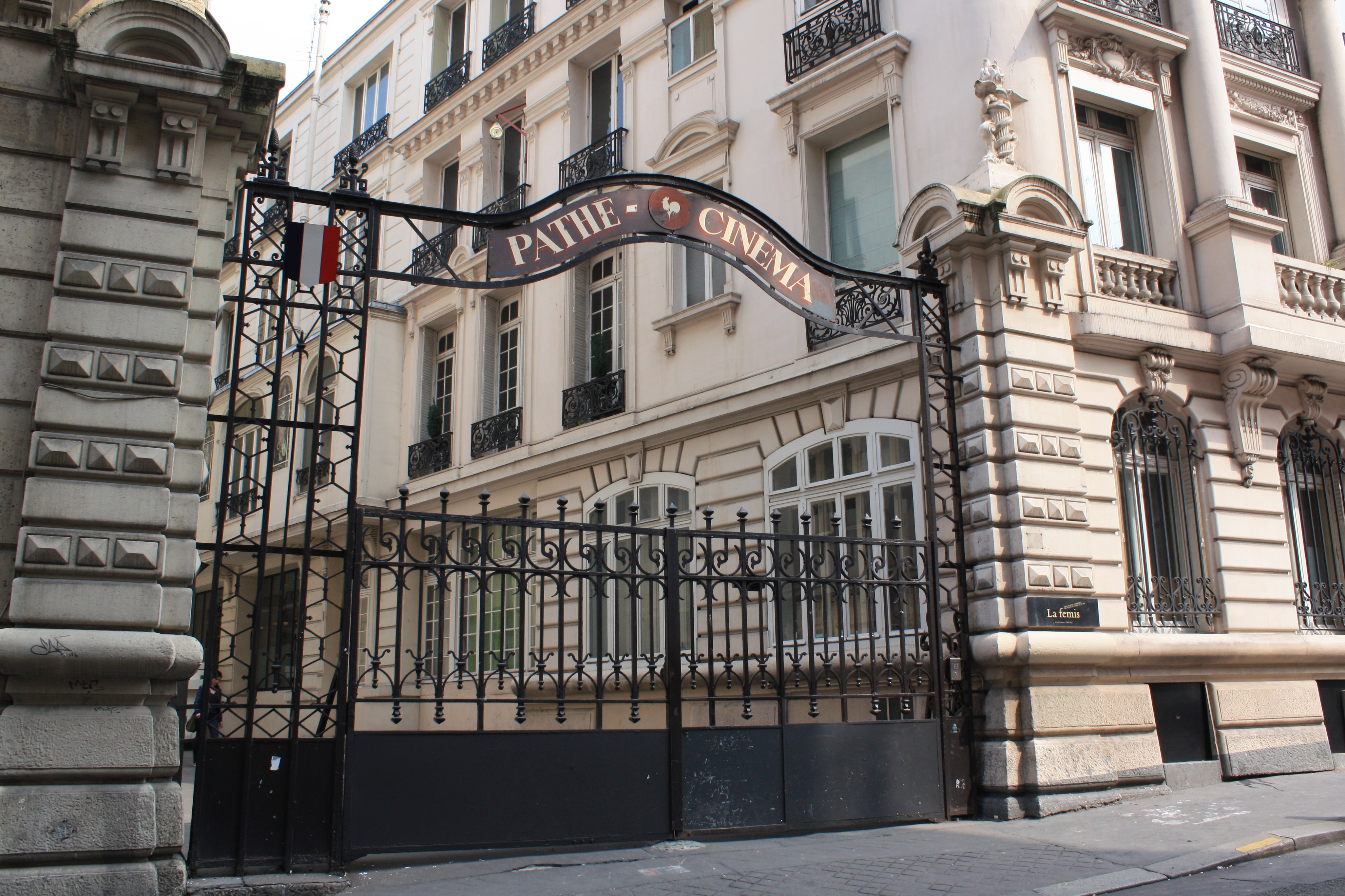
Die Pathé-Studios in der Rue Francœur (18. Arrondissement), zu sehen im zweiten Teil.

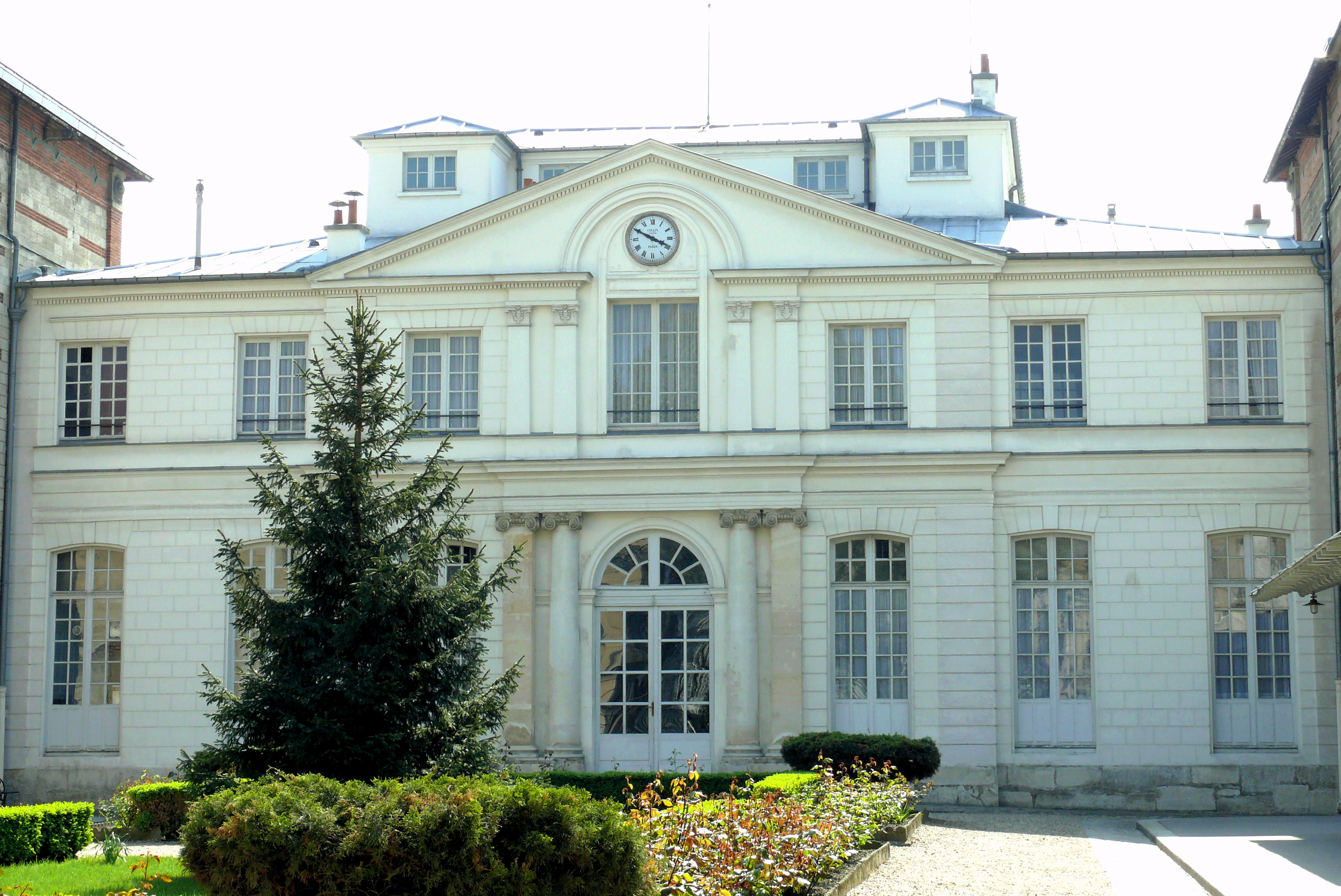
Das Lycée Jean-Baptiste-Say in der Rue d’Auteuil (16. Arrondissement), zu sehen im zweiten und dritten Teil.

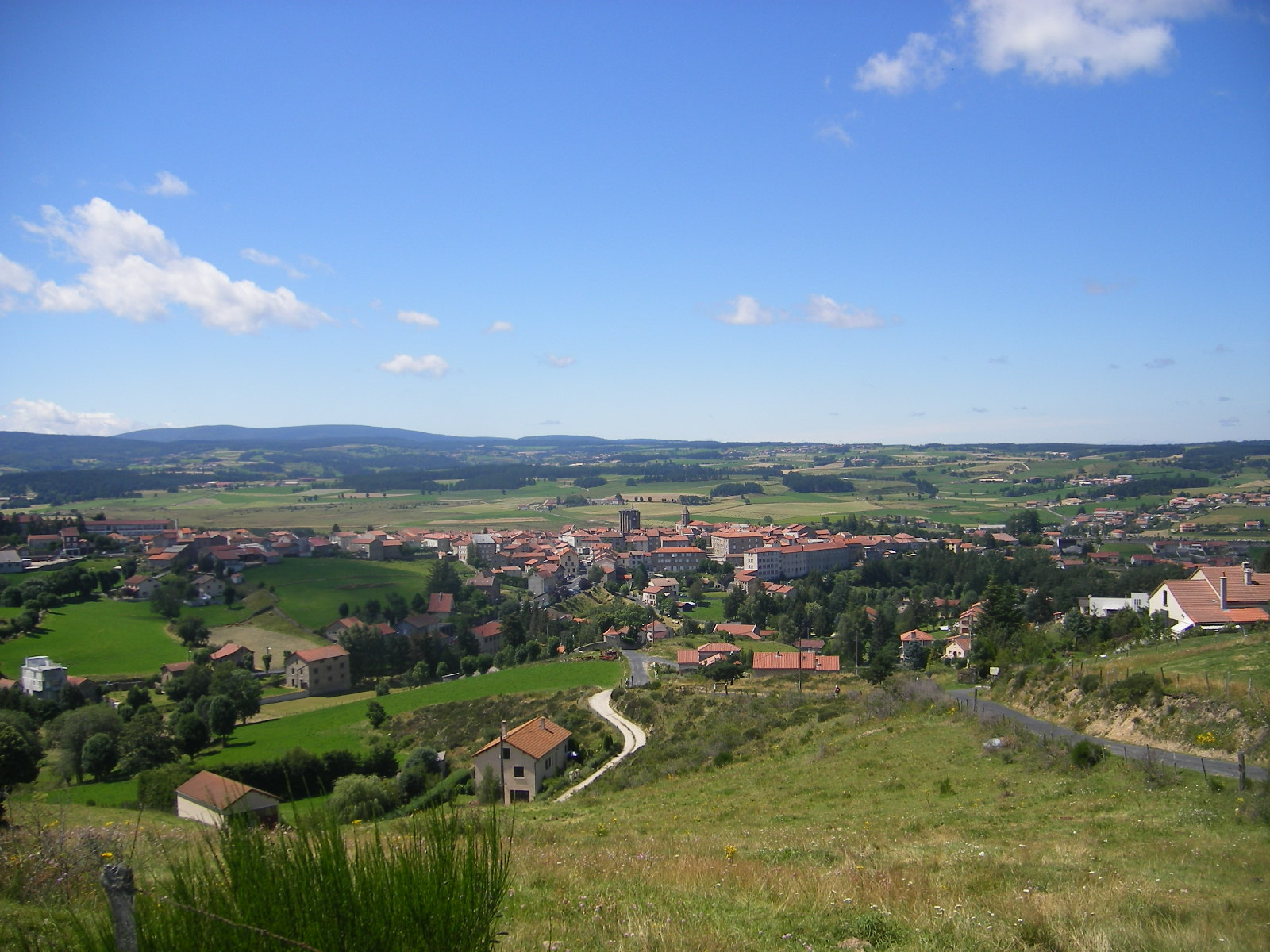
Die Gemeinde Saugues (Département Haute-Loire), zu sehen im ersten und dritten Teil.

Trotz des großen Erfolgs seiner mehrteiligen, in 14 Sprachen übersetzten Romanreihe, von der mehr als sechs Millionen Exemplare verkauft wurden, sträubte sich Sabatier lange dagegen, sie für eine Adaption freizugeben, da ihm die Geschichte, die auf seinem Leben basiert, zu intim und sentimental dargestellt erschien, um sie sich als Filmmotiv vorstellen zu können.
Der entscheidende Anstoß gelang dem befreundeten Produzenten Pierre Grimblat, der 15 Jahre lang davon träumte, Sabatiers Bücher auf die Leinwand zu bringen. Er war es auch, der einen persönlichen Kontakt zum Regisseur Jacques Ertaud herstellte, welcher wiederum eine ähnliche Adoleszenz verlebt hatte wie Sabatier: Im Alter von dreizehn Jahren bereits verwaist, wuchs er im Pariser Arrondissement de l’Observatoire bei wohlhabenden Verwandten auf, deren familiäre Ursprünge auf dem Land, im Département Ariège, verwurzelt waren. Die Fernsehpremiere erlebte Ertaud allerdings nicht mehr, er starb am 18. November 1995 an seinem 71. Geburtstag. Dem Abspann des letzten Teils geht daher eine persönliche Danksagung voran. Das Drehbuch, an dem Sabatier lediglich kleine Änderungen vornahm, entstand in Zusammenarbeit der Autoren Bernard Revon und François Velle innerhalb zweier Jahre.
Für die Titelrolle Olivier Châteauneuf wurde der damals 13-jährige Naël Marandin aus ungefähr 60 Kindern ausgewählt, da Ertaud in ihm die nötige Reife erkannte, um das Wechselspiel von unbeschwerten und emotional belastenden Szenen, die er mehr leben als darstellen sollte, glaubhaft vermitteln zu können. Diesem feinen Gespür bei der Auswahl seiner Besetzung war es auch zu verdanken, dass Sabatier während des ersten Setbesuchs in den Akteuren nicht allein die Figuren aus seinen Romanen, sondern auch die Wegbegleiter seiner Kindheit wiedererkannte und die Fernsehrollen schließlich immer stärker zu den realen Persönlichkeiten seiner Geschichte avancierten.
Realisiert wurde das Projekt durch Grimblats Filmunternehmen Hamster Productions in Kooperation mit den Sendern France 2, Arte, ZDF und Rai. Während für die Innendekorationen errichtete Kulissen dienten, entstanden die Außenaufnahmen größtenteils an Originalschauplätzen in Paris und der Auvergne. So dienten beispielsweise die Pathé-Studios als Jeans Arbeitsplatz und das Lycée Jean-Baptiste-Say als Internat, das Olivier ab Sommer 1932 besucht. Der Straßenzug der Rue Labat am Montmartre wurde für die Produktion in Pontoise im Stil der 1930er Jahre auf einer Fläche von einem Hektar nachempfunden.
In Frankreich wurde die Trilogie erstmals am 4., 11. und 18. März 1996 auf France 2 gezeigt, eine große Werbekampagne generierte 16 Millionen interessierte Fernsehzuschauer. Die Ausstrahlung in Deutschland erfolgte ein Jahr später am 5., 12. und 19. September 1997 im Zweitonkanal, also in deutscher und französischer Sprache, auf Arte. Wiederholungen haben allerdings Seltenheitswert: Diese waren bisher lediglich vom 27. bis 29. Dezember 1997 im ZDF, vom 24. März bis 7. April 2001 wiederum auf Arte und mehrmals zwischen dem 19. August und 20. Oktober 2011 sowie dem 8. Juni und 31. August 2013 auf Sky Emotion zu sehen.
Die einzelnen Folgenbezeichnungen entsprechen jeweils dem Titel eines der fünf bis dahin erschienenen Romane: David et Olivier (1986), deren innige Freundschaft anfangs stark im Mittelpunkt steht, Trois sucettes à la menthe (1972), die Olivier immer wieder von Onkel Henri angeboten bekommt, und Les noisettes sauvages (1974) als Sinnbild für seinen Aufenthalt in der Auvergne.

## Handlung

### Teil 1 – David und Olivier
Paris im Frühjahr 1932: Der zwölfjährige Olivier Châteauneuf lebt mit seiner Mutter Virginie, einer Kurzwarenhändlerin, in der Rue Labat auf dem Montmartre, dem Viertel der Künstler und kleinen Leute. Virginie ist seit zehn Jahren verwitwet und wird von diversen Verehrern umworben, was Olivier ein Dorn im Auge ist. Besonders der Hausarzt Dr. Lehmann bemüht sich um die junge Mutter, verschweigt ihr jedoch den eigentlichen Grund dafür. Als er von Olivier erfährt, dass Virginie angeblich eine Freundin im Krankenhaus besucht, eilt er sofort ins La Salle Pétrière, doch seine Patientin wurde bereits von einem unabhängigen Arzt über ihren wahren Gesundheitszustand aufgeklärt. Virginie ist schockiert darüber, dass bei ihr jederzeit das Risiko eines Herzversagens besteht, und macht Dr. Lehmann schwere Vorwürfe, sie – vor allem ihres Sohnes wegen – im Unklaren gelassen zu haben. Der versucht ihr begreiflich zu machen, dass ihre Situation nicht ausweglos ist, und beruhigt sie schließlich mit dem Versprechen, Olivier im Falle ihres Todes zu adoptieren und aufzuziehen.
Dieser ist weiterhin ahnungslos und muss die schreckliche Wahrheit ausgerechnet von Salzkorn, einem der beiden Rädelsführer der verfeindeten „Knallärsche“ aus der Rue Bachelet, erfahren, dessen Mutter bei Dr. Lehmann arbeitet und Virginies Krankenblatt gelesen hat. Da Olivier an einen geschmacklosen Scherz glaubt, lässt er sich zu einer Prügelei hinreißen, in deren Verlauf ein Einarmiger eingreift, der Oliviers Namen kennt. Zunächst wundert sich der Junge über die seltsame Begegnung, muss sich allerdings dringender Gedanken um seine zerrissene Hose machen. Da das Kleidungsstück noch fast ein Jahr halten sollte, lässt er sie in der Schneiderei Zober & Sohn nähen, die dem Vater seines besten Freundes David gehört. Wieder zu Hause, spricht er seine Mutter auf Salzkorns Behauptung an. Da sie Olivier nicht beunruhigen möchte, gibt Virginie vor, lediglich Digitalis für ihr Herz zu nehmen. Um ihm die letzten Zweifel zu nehmen, bringt sie ihrem Sohn Tangoschritte bei, um zu demonstrieren, keine Todkranke zu sein. Um Oliviers Tanzkünste zu verfeinern, gehen beide abends gemeinsam in das Kabarett Lapin Agile. Dort stellt Olivier seiner Mutter offen die Frage, ob sie sich gerne mit Männern verabreden würde, und macht ihr das Zugeständnis, nichts dagegen zu haben, solange sie es nicht heimlich tue. Als Olivier nachts wach wird, Virginie aber nicht zu Hause ist, findet er einen Strauß roter Rosen mit einer Karte von Dr. Lehmann. Der aufgebrachte Olivier findet seine Mutter in der Wohnung des Arztes vor, macht seinem Ärger Luft und läuft davon. Die entsetzte Virginie eilt ihm hinterher und erleidet einen leichten Schwächeanfall. Daraufhin gesteht sie ihm, doch nicht so gesund zu sein, wie er glaubt, verheimlicht ihm aber weiterhin, dass der Verlauf ihrer Krankheit tödlich enden könnte.
Am nächsten Morgen berichten Olivier und David von der Begegnung mit dem geheimnisvollen Einarmigen, worauf Virginie überrascht reagiert. Sie wendet sich an ihre Cousine Elodie, die mit ihrem Mann Jeanneau, von allen kurz „Jean“ genannt, ebenfalls auf dem Montmartre lebt, und äußert die Vermutung, dass es sich nur um einen gewissen André Privat handeln könne. Dieser sollte eigentlich noch zwei Jahre im Gefängnis sitzen, doch im Zuge der Präsidentschaftswahlen wurden viele Häftlinge begnadigt. Obwohl Privat für seine Tat gebüßt habe, fürchtet sich Virginie vor einer Wiederbegegnung, zu der es schließlich an Oliviers 13. Geburtstag während eines Theaterbesuchs kommt. Privat gesteht offen heraus, während der Zeit im Gefängnis nur an sie gedacht zu haben, und gibt zu bedenken, dass nur sie beide sich die Geschehnisse der Vergangenheit verzeihen könnten. Als er schließlich seiner Hoffnung Ausdruck verleiht, wieder mit ihr zusammenzukommen, schiebt Virginie ihre Hochzeit mit Dr. Lehmann vor und bricht überfordert zusammen. Der herbeigeeilte Arzt sieht sich nun mit seinem Kontrahenten konfrontiert, den Virginie als alten Freund vorstellt. Tatsächlich gibt sie ihrem Vertrauten unter vier Augen zu verstehen, sich mit der Hochzeit nicht mehr sicher zu sein. Am späten Abend taucht Privat bei den Châteauneufs auf und erweckt Oliviers Interesse, als er ihm als bester Freund seines Vaters Pierre vorgestellt wird, der zudem aus demselben Dorf stammt. Privat offenbart Olivier sofort, lange Zeit im Gefängnis gewesen zu sein, und schenkt ihm zum Geburtstag einen Napoleon – eine wertvolle Goldmünze, die den Grundstock seines Vermögens darstellen soll.
Tags darauf besuchen Virginie und Olivier dessen vermögende Tante Victoria, die Schwester seines verstorbenen Vaters. Dort trifft Olivier auch seinen Onkel Henri und Cousin Marceau wieder und lernt außerdem Julienne, Victorias Patentochter, kennen. Victoria ist in großer Sorge um ihren Sohn, der an Tuberkulose erkrankt ist und in einem Sanatorium behandelt werden soll. Als Marceau seinen Cousin als ungebildeten Proletarier neckt, da diesem ein Klavierstück von Frédéric Chopin unbekannt ist, das er zusammen mit Julienne spielt, und darüber hinaus scherzt, lieber krank als arm zu sein, fühlt sich Olivier herausgefordert und zeigt dem verdutzten Marceau seinen Napoleon. Als Victoria dessen Herkunft hinterfragt, gibt Virginie unumwunden zu, von wem das Geschenk stammt. Victoria ist entsetzt darüber, Privat aus dem Gefängnis entlassen zu wissen, was einen Streit zwischen ihr und Virginie entfacht. Olivier versteht die Aufregung nicht, die Victoria um Privat macht, weshalb Virginie ihm erklärt, ihre Schwägerin habe durch den ehelichen Milieuaufstieg vergessen, woher sie kommt. Abends bittet Olivier seine Mutter, sich zu ihr legen zu dürfen, da er nicht schlafen könne. Als am folgenden Tag eine Kundin drängend auf die Öffnung des Stoffladens wartet, wacht Virginie nicht mehr auf. Während Victoria mit dem Gedanken spielt, das Inventar versiegeln zu lassen, sorgt sich Elodie um Oliviers Zukunft. Zu Virginies Beerdigung reist die Trauergemeinde nach Saugues in die Auvergne, wo auch Pierre begraben liegt. Dort lernt Olivier seine Großeltern und Onkel Victor kennen, von dem Victoria erfahren muss, dass sich der Pfarrer weigert, für Virginie eine Messe zu lesen. Sie versucht sich Zutritt in die Kirche zu verschaffen, um ein anständiges Begräbnis einzufordern, doch der Kirchendiener muss ihr erklären, dass sich Pater Villeneuve in einer Unterredung befindet. Victoria ist entsetzt zu erfahren, dass André Privat zugegen ist, und kann ihren Ärger darüber, dass ausgerechnet er den Priester dazu gebracht hat, auf dem Friedhof den Segen zu sprechen, kaum zurückhalten. Aus Rücksicht auf Pierres Familie erweist Privat Virginie aus einiger Entfernung die letzte Ehre. Als Olivier ihn erblickt, wirft er den Napoleon in das offene Grab seiner Mutter. Ein direktes Aufeinandertreffen der beiden wird allerdings von Victoria verhindert, indem sie Olivier jeglichen Kontakt zu André untersagt, woraufhin dieser den Friedhof verlässt.
Zurück am Montmartre ist Olivier entschlossen, dass seine Mutter doch noch eine Messe bekommen soll. Das Geld dafür möchte er aus einer Schublade in der Mercerie holen, doch der Laden wurde inzwischen versiegelt. Mit Davids Hilfe gelingt es ihm, dort einzubrechen, doch das Geld ist verschwunden, wobei Olivier sofort seine Tante im Verdacht hat. Bevor er mit David den Laden wieder verlässt, nimmt er seinem besten Freund das Versprechen ab, ihn niemals allein zu lassen. Dieser hat auch gleich eine Lösung für das Geldproblem parat: Gemeinsam mit dem Anarchisten Bougras, mit dem sich Olivier gut versteht, als Auktionator bringen die als Waisentruppe ausgegebenen „Apachen“ – wie sich Oliviers Freundeskreis nennt – altes Geschirr unter die Leute, das ihnen eine ältere Frau überlassen hat. Als die „Knallärsche“ das gesammelte Geld stehlen wollen, flüchtet Olivier in die Sacré-Cœur-Basilika und wirft die 58,30 Franc in den Opferstock. Nachdem er vom Pfarrer das Geld zurückerbeten und die Situation erklärt hat, stimmt dieser einer Messe zu. Nach der Andacht schließt Olivier mit Anatol, Salzkorn und deren Bande Frieden. Als er vom Schuster ein Paar Schuhe seiner Mutter zurückbekommt, an denen ein Absatz kaputtgegangen war, schenkt Olivier diese dem Animiermädchen Mado – einer jungen Frau, die einen Stock über Elodie wohnt und für die er schon lange schwärmt.
Da die Weltwirtschaftskrise zunehmend ihre Existenz bedroht, spielen Davids Eltern seit geraumer Zeit mit dem Gedanken, zu Onkel Samuel nach Amerika auszuwandern, wo die Auftragslage sehr gut sein soll. Zwei Wochen vor der Abreise weihen die beiden ihren Sohn ein, der sich gegen das Vorhaben sperrt – schon allein, weil er Olivier einen Schwur geleistet hat. Um noch möglichst viel Zeit mit seinem Freund verbringen zu können, laden die Zobers Olivier für die verbleibenden Tage zu sich nach Hause ein. Als David das beste Monatszeugnis seines Jahrgangs erhält, fordert sein Vater ihn auf, damit zum Krämer Kulpasky zu gehen, der ihm sicher etwas als Anerkennung seiner Leistung schenken werde, da er der Gemeinde Ehre gemacht habe. Von diesem erhalten David und Olivier einen Karpfen, den die beiden in einer alten Badewanne unterbringen, die irgendwann einmal auf einem Hügel stehen gelassen wurde, bis er groß genug ist, um ihn zuzubereiten. Als sich seine Familie am Pessachfest auffallend fröhlich und ausgelassen verhält, wittert Herr Zober eine Verschwörung. Weil „Karpfi“ den beiden Jungen inzwischen zu sehr ans Herz gewachsen ist, um ihn auf ihren Tellern liegen sehen zu wollen, hat Frau Zober zur Feier des Tages Zander angerichtet. Als er versteht, dass auch Olivier eingeweiht war, wirft ihr Mann seinem Sohn belustigt vor, es zugelassen zu haben, dass sich sein Vater vor Olivier lächerlich macht. Die Stimmung wird allerdings schlagartig getrübt, als er scherzend fragt, was David mit seinem neuen „Freund“, dem Karpfen, machen werde, wenn sie erst einmal in Amerika wären. Die Nachricht, kurz nach seiner Mutter auch noch David zu verlieren, setzt Olivier so zu, dass er sich enttäuscht von ihm abwendet. Er wirft ihm vor, dass er gehen wollte, ohne ihm etwas davon zu erzählen, doch David hatte nur die Absicht, die letzten gemeinsamen Tage unbeschwert verbringen zu können. Da ihre Freundschaft zum Scheitern allerdings viel zu innig ist, vertragen sich die beiden schnell wieder, worauf Olivier David eine Karte von André Privat zeigt, der ihn in den Ferien auf sein Gut einlädt. Am Tag der Abreise der Zobers entlässt Olivier den Karpfen in die Freiheit und verschwindet spurlos. Der enttäuschte David muss den Montmartre verlassen, ohne sich von Olivier verabschieden zu können.

### Teil 2 – Drei Pfefferminzlutscher
Mit dem Zug macht sich Familie Zober auf den Weg zu einem Schiff in Le Havre, auf dem sie eine Passage für die Überfahrt nach Amerika gebucht hat. Als David zur Toilette geht, wird er von Olivier überrascht. Die beiden Freunde schmieden Pläne, wonach Olivier als Schiffsjunge anheuern oder als blinder Passagier mitreisen könnte. David überredet ihn schließlich, sich offen seinen Eltern zu zeigen, und spricht sie auf die Möglichkeit einer Adoption an, wovon die überraschten Zobers allerdings wenig begeistert sind, da Olivier trotz Virginies Tod eine Familie habe. Olivier gibt zu, Elodie bestohlen zu haben, um den Zobers nachreisen zu können. Als Davids Vater verspricht, mit Elodie zu reden und Olivier eine Rückfahrkarte zu bezahlen, wird dieser wütend und zieht die Notbremse. David, der sich nicht von seinem besten Freund trennen kann, versucht mit ihm zu fliehen, stürzt jedoch und wird wieder eingefangen. Olivier läuft nach dem endgültigen Verlust aller ihm wichtigen Menschen in einer Kurzschlusshandlung desillusioniert einem fahrenden Zug entgegen, doch dieser kann rechtzeitig halten. Ein Bestatter, der zufällig auf dem Weg nach Paris ist, nimmt Olivier schließlich mit und setzt ihn am Montmartre ab. Als Olivier den Mut aufbringt, Elodie unter die Augen zu treten, hört er Jean lauthals in der Wohnung fluchen. Da dieser in seiner Wut über Oliviers Diebstahl damit droht, ihn in eine Erziehungsanstalt zu geben, läuft er davon. Er kommt in einem Hotel unter, in dem Privat des Öfteren absteigt, wenn er in der Gegend ist, und kontaktiert dort den Freund seiner Eltern, der am nächsten Morgen auftaucht und Olivier zu Elodie begleitet. Die ist froh, dass ihm nichts passiert ist, und zeigt sich einverstanden damit, dass Olivier zu André in die Auvergne zieht, da sie glaubt, damit auch Virginies Willen gerecht zu werden. Da Victoria Schwierigkeiten machen könnte, soll er allerdings sofort abreisen. Als der Abschied von allen Freunden und Bekannten – insbesondere von Mado und Bougras – ansteht, merkt Olivier jedoch, dass er in sein Viertel gehört, und sagt Privat wieder ab.
Elodie und Jean berufen daraufhin den Familienrat ein, um zu entscheiden, was für den Jungen das Beste ist. Onkel Henri ist inzwischen Oliviers Vormund geworden, wird aber von seiner Frau aufgefordert, ihre Pläne zu unterstützen. Als sie die Unterbringung in einem Waisenhaus vorschlägt, wehrt Elodie dies mit der Möglichkeit ab, Olivier zu Privat zu schicken, was Victoria natürlich gegen den Strich geht, da ein Verbrecher ihrer Meinung nach kein Vorbild sein könne. Als sie zudem davon erfährt, dass Olivier beinahe mit Privat abgereist wäre, sperrt sie sich gegen den Gedanken, Olivier bei sich unterzubringen, da ihr Elodie in ihrer Eigenmächtigkeit anscheinend keinerlei Rechte an dem Jungen einräume. Außerdem gibt sie die Erkrankung ihres Sohnes zu bedenken, die ansteckend sei. Henri bietet Jean und Elodie schließlich finanzielle Unterstützung dafür an, dass sie sich um Olivier kümmern – so müsste er auch seine gewohnte Umgebung nicht verlassen. Als Elodie den beiden Gästen mitteilt, dass dies keine Dauerlösung sein könne, da sie mit Jean zusammen ein eigenes Kind wolle, spöttelt Victoria, dass diese Überlegung schon lange ergebnislos im Raum stehe, woraufhin Elodie die Desrousseaux aus der Wohnung wirft. Jean und Henri, die „ruhenden Pole“ der hitzigen Diskussion, kommen schließlich über einen Betrag von 100 Franc im Monat überein. Als Jean Elodie aufheitern möchte, die jedoch sauer auf ihn ist, da sie ursprünglich von einem höheren Betrag ausgegangen waren, schlägt Olivier vor, das restliche Geld dazuzuverdienen. Daraufhin lässt Jean seinen Ärger an ihm aus, was Elodie wiederum noch wütender auf ihn macht.
Während der Laden seiner Mutter neu angestrichen wird, schreibt Olivier einen weiteren Brief an David, der zwar bereits seit sechs Wochen in Amerika lebt, ihm bisher aber nicht geantwortet hat. Er zieht sich immer weiter in sich selbst zurück, worunter auch der Kontakt zu seinen Freunden leidet. Erst nach einem Gespräch mit Bougras, mit dem er inzwischen für den Wirt Ernest Wein abfüllt, gewinnt er seine Fröhlichkeit zurück. Da die Heilsarmee ab dem Frühjahr keine Suppe mehr ausgibt, versorgt Olivier den invaliden Daniel, genannt „Spinne“, den er einige Wochen zuvor vor einem Angriff der „Knallärsche“ in Schutz genommen hat, mit Essensresten von zuhause. Zum Dank schenkt ihm der ehemalige Trapezkünstler ein Buch über die Sprache der Blumen, das Olivier interessiert liest und Mado schließlich – in vorgeblicher Unwissenheit über deren Bedeutung – einen Strauß roter Rosen schenkt. Bei seinem Besuch steckt er außerdem ein Strumpfband seiner Angebeteten ein. Jean wird inzwischen beim Film als Schnittmeister eingestellt und beginnt eine Woche später in der Nachrichtenredaktion zu arbeiten. Außerdem erfährt Olivier, dass Elodie im dritten Monat schwanger ist. Zwar freut er sich für die beiden, muss aber auch betrübt einsehen, dann wohl wegziehen zu müssen. Um ihn aufzuheitern, erzählt ihm Elodie, dass André Privat gerade in Paris ist und Olivier ins Kino eingeladen hat. Nach einem Film über den Ersten Weltkrieg, der ihn nicht sonderlich begeistern konnte, versucht Olivier dieser schrecklichen Zeit etwas Positives abzugewinnen, da seine Eltern ansonsten wohl nie geheiratet hätten (Pierre wurde in der Schlacht an der Marne verwundet und von Virginie gepflegt). Als sie auf Bougras treffen, meint der, Privat wäre stolz auf seine Leistungen im Krieg und versuche, Olivier mit seiner angeblichen Kriegsbegeisterung anzustecken, weswegen er sich verärgert von seinem jungen Freund abwendet. In dieser Zeit vertieft sich Oliviers Freundschaft zu Spinne, der ihm seine Lexikabände mit dem Versprechen überlässt, alles zu wissen, nachdem er sie gelesen habe.
Als ein Attentat auf den Präsidenten Paul Doumer verübt wird und der schließlich an den Folgen stirbt, befasst sich Jeans Nachrichtenredaktion mit einer umfassenden Berichterstattung, wobei Jean der Meinung des Chefredakteurs widerspricht, die Leute würden sich vor allem für den Trauerzug und das Begräbnis interessieren, und den Fokus stattdessen auf die Neuwahlen und den „Linksrutsch im Abgeordnetenhaus“ (die Linke konnte 91 Sitze erringen) lenken möchte. Als er nach Hause kommt, findet er ein Loch in einer Wand vor, was Elodie ihm damit erklärt, dass der Nachbar ausgezogen sei und ihnen nun ein Zimmer mehr zur Verfügung stehe. Olivier ist zwar traurig darüber, dass Spinne ins Altersheim gehen musste, freut sich allerdings auch, den Raum bis zur Geburt des Kindes nutzen zu können. Als Jean Olivier tags darauf für eine Statistenrolle mit zur Arbeit nimmt, muss er vom Pförtner erfahren, dass ihm seine Anstellung gekündigt wurde. Damit scheint Olivier den Montmartre fünf Monate nach dem Tod seiner Mutter doch verlassen zu müssen. Als Olivier seine Verwandten unterstützen und ihnen sein gesamtes Geld überlassen möchte, rastet der angetrunkene Jean aus und sagt ihm auf den Kopf zu, ihn ohne Arbeit nicht mehr behalten zu wollen. Olivier, der aus der Wohnung geflohen ist, fühlt sich nun völlig allein auf der Welt und beginnt mit den schwedischen Streichhölzern, die er an seinem 13. Geburtstag von André bekommen hat, zu zündeln, wodurch er aus Versehen ein kleines Feuer legt. Bougras bewahrt ihn vor den aufgebrachten Anwohnern und kann ihm schließlich auch die Furcht ausreden, in die Besserungsanstalt zu müssen. Schließlich erklärt er dem Jungen noch, dass Spinne aus seinem Zimmer ausgezogen sei, damit Olivier auf dem Montmartre bleiben könne. Als die von Jean eingeweihte Mado mit ihm ausgeht, ahnt Olivier nicht, dass seine Abreise bereits beschlossene Sache ist, obwohl seinen Verwandten dieser Gedanke trotz Jeans Arbeitslosigkeit nicht gefällt. Erst kurz vor Onkel Henris Ankunft erfährt Olivier, dass seine Tage in dem Viertel gezählt sind.
Henri möchte Olivier eine möglichst gute Schulbildung ermöglichen und bringt ihn auf das Internat, das er zukünftig besuchen wird. Er soll den Sommer über dort bleiben und unterrichtet werden, um seinen verhaltenen Leistungen entgegenzuwirken und somit einen guten Anschluss hinsichtlich der Anforderungen der höheren Schule zu garantieren. Abends besuchen die beiden auf Oliviers Wunsch hin das Lapin Agile, wo er an den Abend mit seiner Mutter erinnert wird. Als es später im Schlafsaal zu einer Kissenschlacht kommt, für die Olivier verantwortlich gemacht wird, versucht der sich zu verteidigen, weswegen er anschließend von allen Mitschülern geschnitten und ausgegrenzt wird. Zudem steht er pausenlos im Schatten seines Cousins Marceau, der einer der besten Absolventen war. Dieser taucht überraschend auf und eröffnet Olivier, das Internat nun verlassen und den restlichen Sommer in Victorias Stadtwohnung verbringen zu dürfen. Dort angekommen, erzählt er ihm stolz, von seinen Eltern über Silvester eine Reise nach New York geschenkt bekommen zu haben. Außerdem bringt er Olivier am Beispiel von Duke Ellington und Louis Armstrong die Jazzmusik näher und bietet ihm eine Benzolzigarette, ein „berauschendes Öl für den Geist“, zum Rauchen an. Als Victoria den Jungen zum Abendessen in die Küche schickt, gesellt sich Marceau zu ihm, der sich über das Verhalten seiner Mutter ärgert, da sie Olivier eigentlich in die Familie aufgenommen hatte. Dem Dickschädel seines Cousins hat es Olivier schließlich zu verdanken, dass auch er im Esszimmer dinieren darf. Als Julienne zu Besuch kommt und Marceau deren aufgesetzte Höflichkeit Victoria gegenüber imitiert, steigt Olivier belustigt darauf ein, weswegen er von seiner Tante auf sein Zimmer geschickt wird. Erneut kommt es zwischen Victoria und Marceau zum Streit. Als Olivier nachts von lauten Geräuschen wach wird, bekommt er mit, wie Marceau einen Schwächeanfall erleidet. Er verspricht seinem neuen Bruder, Stillschweigen darüber zu bewahren.

### Teil 3 – Wilde Haselnüsse
Marceau tritt bei einem Konzert auf, von dem er Olivier am Tag seiner Ankunft bei Victoria erzählt hat, und macht dabei die Bekanntschaft von Louis Armstrong, der ihn zu Silvester in den New Yorker Cotton Club einlädt. Olivier bekommt mit, wie Marceau in der Garderobe Blut hustet, doch der erklärt, er habe sich die Lippen aufgerissen, was bei Trompetern häufiger vorkomme. Zurück im Internat, trifft Olivier im Rahmen einer medizinischen Visite Dr. Lehmann wieder, der den Montmartre ebenfalls verlassen musste, da er wegen der Krise nicht genügend Patienten hatte, und nun als Schularzt arbeitet. Bei ihm erkundigt er sich, ob Marceaus Symptome auf einen ernsten Krankheitsverlauf schließen lassen, was der Arzt bestätigt. Dadurch wird ihm das wahre Ausmaß des Rückfalls seines Cousins erst wirklich bewusst, doch anstatt dieser Tatsache ins Auge zu sehen, schwärmt Marceau für eine 15 Jahre ältere Frau, die er auf dem Parteitag der Kommunisten kennengelernt hat. Als Olivier zugeben muss, dass ein von Marceau verfasstes Gedicht nicht gerade gelungen ist, kontert der, dass Olivier die Frauen nicht kenne, da er noch nie verliebt gewesen sei. Daraufhin erzählt Olivier von Mado und zeigt ihm ihr Strumpfband, von dem Marceau allerdings annimmt, es stamme aus Virginies Laden. Dennoch verspricht er ihm, dass er Mado wiedersehen werde. Als Olivier seinen Cousin dazu drängt, sich behandeln zu lassen, wehrt der mit der Behauptung ab, Olivier wolle in der Zwischenzeit seinen Platz in der Familie einnehmen, und erinnert ihn außerdem an sein Versprechen.
Derweil nimmt André Privat Kontakt zu Henri auf, der einem gemeinsamen Treffen zustimmt. Dieser bittet ihn, Olivier sehen zu dürfen, da er glaubt, ihm ein Vater sein zu können. Zudem ist er überzeugt davon, dass Henris Familie keine richtige Bindung zu dem Jungen habe. Doch Privat muss schließlich selbst einsehen, dass Victoria das niemals zulassen würde, nachdem er versucht hat, Oliviers Eltern zu töten. Außerdem gibt Henri zu bedenken, dass in letzter Konsequenz der Tag kommen müsse, an dem Olivier die ganze Wahrheit über Privat erfahren werde, und dass eine Absolution seinerseits das Bild zerstören würde, das der Junge bisher von seinen Eltern hatte, wobei er Privats Recht dazu in Frage stellt. Dennoch hält André Kontakt zu Olivier und lässt ihm postalisch einen eleganten Füller zustellen, den der Direktor allerdings konfisziert, um dem Neid seiner Mitschüler auf das teure Geschenk vorzubeugen. Da der Federhalter in der Nähe von Saugues gekauft wurde, muss Victoria, die zum Direktor gebeten wurde, nicht erst spekulieren, wer der Absender gewesen sein könnte, und verbietet ihrem Neffen, in Zukunft etwas von Privat anzunehmen. Da Olivier nach dem Grund für ihre Ablehnung fragt, erzählt ihm Victoria von einem Ereignis im Dezember 1917, als Privat bei ihr zu Hause auftauchte und versuchte, Pierre und Virginie zu erschießen. Da er Zweifel an der Geschichte hegt, erkundigt sich Olivier auch bei Marceau, der damals jedoch zu jung war, um sich an etwas erinnern zu können. Allerdings zeigt er Olivier einen hinter einem Vorhang verborgenen Spiegel in seinem Zimmer, in dem nach wie vor die beiden eingetretenen Kugeln stecken. Marceau, der zwischenzeitlich von der umworbenen Kommunistin abgewiesen wurde, bezeichnet die Ereignisse als gewöhnliches Eifersuchtsdrama zwischen zwei Männern, die die gleiche Frau lieben.
Um sein Versprechen wahr zu machen, schleicht sich Marceau eines Abends ins Internat und legt sich an Oliviers Stelle in dessen Bett, um ihm einen Besuch bei Mado zu ermöglichen. Dieser macht sich auf den Weg zum Bouchon de Champagne, wo die junge Frau arbeitet. Da Kindern der Zutritt dort allerdings untersagt ist, tanzen er und Mado, die sich sehr darüber freut, ihren „kleinen Verlobten“ wiederzusehen, einen Tango auf der Straße. Auch Marceau bekommt Besuch von einer alten Liebe, allerdings verläuft dessen Begegnung weniger erfreulich: Charlotte, die in dem Sanatorium arbeitet, aus dem der Tuberkulosepatient nach einem unauffälligen Pneumothorax als geheilt entlassen wurde, muss Marceau mitteilen, das ein Brief an seine Eltern unterwegs ist, in dem die Ärzte berichten, dass aufgrund der Proben, die Marceau bei einer Routineuntersuchung abgegeben hat, von einem schweren Rückfall auszugehen ist. Als sie seinen Zustand kritisch einschätzt, wirft er Charlotte, mit der er sein Erstes Mal erlebt hat, Eigennützigkeit vor, da es ihr sicherlich entgegenkomme, sich wieder regelmäßig um den Kranken kümmern zu können. Da er seinen Amerikaaufenthalt in Gefahr sieht, versucht Marceau die Nachricht abzufangen, doch im ersten Stapel befindet sich nur ein Brief von David an Olivier. Als er mittags erneut auf die Hausmeisterin trifft, erfährt er, dass mehrmals am Tag Post verteilt wird und sie die neue Zustellung bereits nach oben gebracht hat. Tatsächlich hat Henri eine seinen Sohn betreffende Benachrichtigung erhalten, allerdings von einem amerikanischen Freund, der zusagt, Marceau über Silvester bei sich aufzunehmen. Als sich doch noch ein Brief aus dem Sanatorium findet, behauptet Marceau, es gehe um eine Glastür, die er versehentlich beschädigt hat. Der nun angeblich geforderte Schadensersatz falle seiner Meinung nach in den Kulanzbereich, da die Behandlung selbst teuer genug gewesen sei. Um diesen Schein zu wahren, ruft er beim Leiter der Einrichtung an und klärt das angebliche Missverständnis. Anschließend fälscht er ein Schreiben im Namen seiner Eltern, in dem mitgeteilt wird, dass der Patient aus familiären Gründen zukünftig in der Nähe von Paris behandelt werden solle.
Olivier geht das Verhalten seines Cousins inzwischen so sehr gegen den Strich, dass er ihm droht, Henri und Victoria einzuweihen, doch Marceau hat ihn wegen seines nächtlichen Besuchs bei Mado in der Hand. Da Olivier nach ihrem Streit verschwunden ist, fährt Marceau zu seiner alten Schule, um ihn krankzumelden. Dabei kommt er in einem Gespräch mit dem Konrektor und Dr. Lehmann auf die Idee, dass Olivier zum Montmartre gefahren sein könnte. Der freut sich zwar, seine alten Freunde wiederzusehen, doch muss er auch feststellen, sich in dem Viertel längst nicht mehr heimisch zu fühlen. Bougras ist inzwischen weggezogen, und bei Mado öffnet ihm ein fremder Mann, der ihn abwimmelt. Elodie kellnert weiterhin bei Ernest und schickt Olivier zu seiner ehemaligen Nachbarin Mme Haque, die Elodies Sohn Gilbert hütet. Diese berichtet dem Jungen, dass Jean inzwischen wieder arbeitet, allerdings noch keine Festanstellung gefunden hat und – den Munkeleien der Leute nach zu schließen – etwas viel trinkt. Laut Mme Haque könne man zwar beim Tod seiner Mutter nicht von Glück reden, dennoch sei er aber gut für seine Zukunft gewesen, da ihm durch seine Verwandten ganz andere Möglichkeiten offen ständen. Als er Elodie dabei beobachtet, wie sie liebevoll mit ihrem Sohn spielt, entflieht Olivier der Situation und wird von Trompetenklängen zum Sacré-Cœur gelockt, wo Marceau auf ihn wartet. Der ist inzwischen einsichtig geworden und verspricht Olivier, seinen Eltern die Wahrheit zu sagen. Als Beweis für seine Aufrichtigkeit händigt er ihm seinen Pass und sein Visum aus. Da sein Cousin eine Falle vermutet, verbrennt Marceau die Papiere vor dessen Augen.
Sechs Monate später erhält Olivier eine Karte von Marceau, der ihn bittet, eine Möglichkeit zu finden, zu seinen Großeltern in die Auvergne geschickt zu werden, da sich das Sanatorium in der Nähe von Saugues befindet. Also platziert Olivier eine Leiter an der Schulmauer und hinterlässt daneben seinen Schal, außerdem versteckt er Mados Strumpfband und die Visitenkarte des Bouchon de Champagne in seinem Bett. Da die kompromittierenden Artefakte etwas zu eindeutig auf Olivier hinweisen, glaubt Henri zunächst an einen Streich seiner Mitschüler. Als der Direktor den Schuldigen vor der Klasse dazu auffordert, sich zu stellen, gibt Olivier vor, sich nachts zu einer Frau geschlichen zu haben, was Victoria mit einer Ohrfeige quittiert und ihn anschließend von der Schule nimmt. In Saugues trifft Olivier seinen Onkel Victor wieder, der ein Meister der Schmiedekunst ist und Olivier in die Lehre nehmen soll. Dieser berichtet ihm, dass sich sein Großvater bereits auf ihn freut, da er inzwischen Probleme mit dem Laufen habe und sich zu Hause langweile. Seine Großmutter Louise verhält sich hingegen sehr abweisend, da Olivier ihrer Tochter viel Ärger bereitet hat. Als André Privat auf dem Hof auftaucht, vertreibt ihn die alte Frau mit einem Gewehr. Olivier leistet seinem Großvater nun regelmäßig Gesellschaft und liest ihm aus der Zeitung vor. Als sie dabei auf einem Bericht über die Bekanntgabe der NSDAP stoßen, ein Großteil der Deutschen sei Hitlers Aufruf gefolgt, alle als „volksschädigend“ und „subversiv“ geltenden Bücher zu verbrennen, was Olivier nicht versteht, erklärt ihm der Großvater, dass die Menschen dadurch vom Denken abgehalten werden und gleichsam wie Maschinen funktionieren sollen. Dem alten Mann fällt auf, dass sein Enkel sehr gut liest, und fragt ihn, warum er so schlecht in der Schule sei, worauf dieser keine Antwort weiß. Sie kommen aber überein, dass sie beide Rebellen sind, und beschließen als solche einen geheimen Besuch bei Marceau, den sie als Ausflug zum Viehmarkt tarnen. Auf dem Weg zum Sanatorium werden sie allerdings von Victor überrascht, dem Olivier versprechen muss, sich nicht mehr an solchen Aktionen zu beteiligen.
Als er seine Großmutter auf der Weide besuchen möchte, trifft Olivier erneut auf André. Da er nach allem, was er über Privat erfahren hat, nicht mehr mit ihm reden möchte und auch nicht an seiner Version der Geschehnisse interessiert ist, fordert er ihn auf, ihn in Zukunft in Ruhe zu lassen. Die Großmutter verhält sich weiterhin kühl und distanziert, taut aber endlich auf, als Olivier die Kühe mit Zucker anstatt Salz füttern möchte. Sie erzählt ihm die Geschichte des Teufelsflusses, nach der ein Ungläubiger jeden Sonntag zur Arbeit an diese Stelle gekommen sein soll und angeblich an einem stürmischen Tag, an dem er mit seinem Karren sehr nah an den Abgrund kam, von der Hand des Teufels in den Fluss gezogen wurde. Olivier schenkt der Erzählung erst keinen Glauben, bis er auf dem Grund des trüben Sees die Überreste eines Eselskarrens entdeckt. Anschließend darf er die Kühe zum Hof zurücktreiben. Dort stattet Victoria ihren Eltern bald einen Besuch ab, nachdem sie zuvor mit Julienne bei Marceau war. Diesem geht es immer noch nicht besser, weshalb die Ärzte eine Thoraxoperation in Erwägung ziehen, bei der sechs Rippen entfernt werden sollen, um der kranken Lunge mehr Platz zu verschaffen. Im Gespräch mit ihrem Vater merkt Victoria, dass es Olivier bei seinen Großeltern zu gefallen scheint, und fragt sich, ob sie nicht zu streng mit ihm war. Ihr Vater versucht ihr klarzumachen, dass der Junge wissbegierig und intelligent sei, weshalb er nach den Ferien für eine anständige Schulausbildung nach Paris zurückkehren müsse. Als die beiden aufeinandertreffen, zeigt sich Victoria erfreut, ihn wiederzusehen. Auf dem Weg ins Sanatorium offenbart sie ihrem Neffen, dass die Ärzte ihr trotz des anstehenden Eingriffs kaum noch Hoffnung auf Heilung machen. Zwar bittet sie Olivier, dies vor seinem Cousin geheim zu halten, doch der merkt selbst, dass er aufgegeben wurde. Vielmehr zeigt er sich immer noch belustigt über Oliviers Internatsabgang. Im Vertrauen bittet er ihn, sich an seiner Stelle um Julienne zu kümmern, die er am Morgen schlecht behandelt hat. Die kann sich kaum mit Marceaus Schicksal abfinden und trauert der ausgeträumten Zukunft als Frau an seiner Seite nach. Olivier kann sie mit seinem Optimismus etwas beruhigen und entschuldigt sich außerdem für Marceaus ungerechtes Verhalten. Julienne ist dermaßen verunsichert, dass sie Olivier einen Kuss abverlangt, dann aber sofort verschwindet.
Da sie am nächsten Morgen abreisen möchte, wird sie von Olivier zum Bahnhof in Langeac gebracht. Als sie bei ihm den Eindruck erweckt, ihn zum Abschied küssen zu wollen, kommt er ihr zuvor, was Julienne harsch zurückweist. Verärgert vergleicht sie Olivier mit seiner Mutter und bezeichnet Virginie dabei als Frau ohne Moral, die ständig die Liebhaber gewechselt habe. Olivier versucht seine Mutter zu verteidigen und weist jegliche Schuld für Privats Tat von ihr. Julienne kennt zwar die wahren Hintergründe und macht Andeutungen darüber, schickt Olivier aber zu André selbst, der in der Nähe auf einem Schlossgut wohnt, und bittet ihn aus dem abfahrenden Zug heraus um Verzeihung. Auf Privats Anwesen fragt er diesen nun direkt, warum er seine Eltern umbringen wollte, und erfährt dabei, dass André Virginies erster Ehemann war. Kurz nach der Heirat wurden er und Pierre zur gleichen Zeit an die Front gerufen, während Virginie als Krankenschwester arbeitete und sich um den verwundet zurückgekehrten Pierre kümmerte. Durch einen Brief erfuhr Privat einige Monate später, dass die beiden inzwischen gemeinsam in Paris lebten. Als er im Frühjahr 1917 Teil des Corps von General Nivelle wurde, zündete er eine Handgranate und steckte seinen linken Arm dabei bewusst in eine Schießscharte. Während er als Kriegsheld gefeiert wurde, kehrte er nach einem Aufenthalt im Lazarett nach Paris zurück, wo er zunächst Pierre und Virginie erschießen und anschließend sich selbst richten wollte. Da der Versuch scheiterte, kam er daraufhin ins Gefängnis. Warum Virginie ihrem Sohn immer verschwiegen hatte, seinen Vater bereits lange vor ihrer Hochzeit gekannt zu haben, kann er ihm allerdings nicht erklären. Olivier will nicht glauben, was seine Eltern André angetan haben, und sagt sich von ihnen los. Jedoch spricht Privat ihm das Recht dazu ab, da dem Krieg die Hauptschuld gelte, der alles durcheinandergebracht habe. Olivier ist jedoch so wütend, dass er eine Büste seiner Mutter zerstört und aus dem Haus rennt.
Mit Charlottes Hilfe stattet Marceau am Tag vor seiner Operation Olivier einen Besuch auf der Weide ab und macht ihm deutlich, dass sie sich wahrscheinlich zum letzten Mal sehen. Anhand seiner eigenen Situation versucht Marceau seinem Cousin zu erklären, wie wichtig es ist, verzeihen zu können. Außerdem könne er seine Eltern nicht dafür verachten und verurteilen, dass sie sich geliebt haben. Obwohl die Hoffnung verschwindend gering ist, schmieden die beiden den Plan, den kommenden Jahreswechsel gemeinsam mit Louis Armstrong in New York zu feiern. Wie von Marceau gewünscht, besucht Olivier am Tag vor seiner Abreise nach Paris das Grab seiner Eltern. Zum Abschied hinterlässt er eine rote Rose als Zeichen leidenschaftlicher Liebe.

## Besetzung und Synchronisation
| Schauspieler                         | Rolle                             | Auftritte | Auftritte | Auftritte | Synchronsprecher           |
| Schauspieler                         | Rolle                             | 1         | 2         | 3         | Synchronsprecher           |
| ------------------------------------ | --------------------------------- | --------- | --------- | --------- | -------------------------- |
| Naël Marandin                        | Olivier Châteauneuf               | ×         | ×         | ×         | Daniel Schlauch            |
| Anne Jacquemin                       | Virginie Châteauneuf              | ×         |           |           | Susanne von Medvey         |
| Martine Guillaud                     | Elodie                            | ×         | ×         | ×         | Katharina Müller-Elmau     |
| Daniel Rialet                        | Jean                              | ×         | ×         |           | Frank Röth                 |
| Jean-François Garreaud               | André Privat                      | ×         | ×         | ×         | Oliver Stritzel            |
| Adriana Asti                         | Victoria Desrousseaux             | ×         | ×         | ×         | Heidi Treutler             |
| Rüdiger Vogler                       | Henri Desrousseaux                | ×         | ×         | ×         | Rüdiger Vogler             |
| Olivier Sitruk                       | Marceau Desrousseaux              | ×         | ×         | ×         | Pascal Breuer              |
| Carole Agostini                      | Julienne                          | ×         | ×         | ×         |                            |
| Isabelle Leprince                    | Mado                              | ×         | ×         | ×         | Katrin Fröhlich            |
| Dora Doll                            | Albertine Haque                   | ×         | ×         | ×         |                            |
| Maurice Barrier                      | Bougras                           | ×         | ×         |           | Wolfgang Hess              |
| Philippe Clay                        | Spinne                            | ×         | ×         |           | Gerd Vespermann            |
| Philippe Tansou                      | Wirt Ernest                       | ×         | ×         | ×         |                            |
| Paul Le Person                       | M. Gastounet                      | ×         | ×         |           |                            |
| Klaus Mikoleit                       | Dr. René Lehmann                  | ×         |           | ×         | Dominique Paturel (franz.) |
| Jean Lescot                          | Isaac Zober                       | ×         | ×         |           |                            |
| Attica Guedj                         | Esther Zober                      | ×         | ×         |           |                            |
| Sylvain Thoirey                      | David Zober                       | ×         | ×         |           | Dimitri Guldener           |
| Bruno Esteves-Sanches                | Wassersack                        | ×         | ×         | ×         |                            |
| Charles Redon                        | Loulou                            | ×         | ×         | ×         |                            |
| Antoine Hauguel                      | Riri                              | ×         | ×         | ×         |                            |
| Antoine Blesson                      | Ernest                            | ×         | ×         |           |                            |
| Samuel Dupuy                         | Anatol                            | ×         |           |           |                            |
| Romain Redler                        | Salzkorn                          | ×         |           |           |                            |
|                                      | Susset                            |           | ×         | ×         |                            |
| Bernard Musson                       | Internatsleiter                   |           | ×         | ×         |                            |
| Guilhem Pellegrin                    | Lateinlehrer                      |           | ×         | ×         |                            |
| Paul Crauchet                        | Großvater                         | ×         |           | ×         | Alvin Meyer                |
| Régina Bianchi                       | Großmutter                        | ×         |           | ×         | Ursula Traun               |
| Jean-Marie Juan                      | Onkel Victor                      | ×         |           | ×         |                            |
| Juliette Croizat                     | Charlotte                         |           |           | ×         |                            |
| Blanche Raynal                       | Dienstmädchen Marguerite          | ×         | ×         | ×         |                            |
| Delphine Coolen                      | Dienstmädchen Blanche             | ×         | ×         |           |                            |
| Kurzauftritte                        |                                   |           |           |           |                            |
| Gilles Demurger                      | Verehrer von Virginie             | ×         |           |           |                            |
| Jean Valmont                         | Professor der Medizin             | ×         |           |           |                            |
| Pierre Bonzans                       | Kunde M. Turgan                   | ×         |           |           |                            |
| Idriss Hamida                        | Albert, Inhaber des Lapin Agile   | ×         | ×         |           |                            |
| Marie Bonnet                         | Sängerin im Lapin Agile           | ×         | ×         |           |                            |
| Mauricette Gourdon                   | Hausmeisterin Mme Lacase          | ×         |           | ×         |                            |
| Anne-Marie Jabraud                   | Kundin Mme Chamignon              | ×         |           |           |                            |
| André Dupon                          | Kirchendiener Baptiste            | ×         |           |           |                            |
| Jean-Louis Debard                    | Pater Villeneuve                  | ×         |           |           |                            |
| Jean Terensier                       | Pfarrer (Sacré-Cœur)              | ×         |           |           |                            |
| Jacques Brylant                      | Krämer Kulpasky                   | ×         |           |           |                            |
| Roger Trapp                          | Schuster                          | ×         |           |           |                            |
| Alain Chabat                         | Schaffner                         |           | ×         |           |                            |
| Laurent Gendron                      | Bestatter                         |           | ×         |           |                            |
| François Viaur                       | Hotelleiter M. Dupré              |           | ×         |           |                            |
| Mario Santini                        | Schuldirektor (Montmartre)        |           | ×         |           |                            |
| Hervé Pauchon                        | Schnittmeister                    |           | ×         |           |                            |
| Alain Choquet                        | Chefredakteur                     |           | ×         |           |                            |
| Pierre Decazes                       | Pförtner Fernand                  |           | ×         |           |                            |
| François Gamard Paulette Frantz      | aufgebrachte Anwohner             |           | ×         |           |                            |
| Jean-Pierre Jacovella                | Sommelier M. Maurice              |           | ×         |           |                            |
| Philippe Dehesdin                    | Oberkellner                       |           | ×         |           |                            |
| Jean Haas                            | Werber um Mado                    |           | ×         |           |                            |
| Colette Charbonneau                  | Mme Trouillet (Internat)          |           | ×         |           |                            |
| Robert Plagnol                       | Aufsicht im Schlafsaal (Internat) |           | ×         | ×         |                            |
|                                      | Louis Armstrong                   |           |           | ×         |                            |
| Alexandre Le Provost                 | Ansager im Jazzclub               |           |           | ×         |                            |
| Bernard Dumaine                      | stellvertretender Internatsleiter |           |           | ×         |                            |
| Bernard Cazassus                     | Einlasser Jules                   |           |           | ×         |                            |
| Jean-Baptiste Valeur                 | Akkordeonspieler Gigi             |           |           | ×         |                            |
| Françoise Dupré                      | Nachbarin (Wohnung Bougras)       |           |           | ×         |                            |
| Frédéric Sauzay                      | Liebhaber von Mado                |           |           | ×         |                            |
| Marc Faure                           | Geschichtslehrer                  |           |           | ×         |                            |
|                                      | Busfahrer                         |           |           | ×         |                            |
|                                      | Mädchen von Victor                |           |           | ×         |                            |
| Jacques Vacheron                     | befreundeter Nachbar              |           |           | ×         |                            |
| Georges Terrasse                     | Pferdehändler                     |           |           | ×         |                            |
|                                      | Gutsverwalter                     |           |           | ×         |                            |
| Dialogbuch und -regie: Marina Köhler |                                   |           |           |           |                            |

## Veröffentlichung

### DVD- und Streamingangebot
Seit dem 7. Dezember 2018 ist der Dreiteiler auf DVD erhältlich, die Herausgabe brachte der Film- und Hörspielverlag PIDAX auf den Weg. Zu sehen sind allerdings nicht die ursprünglichen Originalfolgen aus den 1990ern, sondern deren gekürzte Fassungen der Sky-Emotion-Ausstrahlung, die zudem unter dem Alternativtitel Allein in der Welt präsentiert werden und abweichende Episodenbezeichnungen tragen. Im Widerspruch dazu sind auf den beiden Datenträgern die gängigen Überschriften angegeben. Auch für die Covergestaltung wurde die charakteristische Dachmarke Eine Kindheit auf dem Montmartre übernommen, die der deutschsprachigen Romanveröffentlichung von 1989 entlehnt ist, in dem gezeigten Bildmaterial aber nie eingeblendet wird.
In Frankreich kann die Miniserie bereits seit 3. November 2010 über KOBA Films im Handel erworben werden und ist hierbei in voller Länge zum Genuss gereicht.

### Kürzung der Spiellängen
Die inhaltlichen Abstriche ziehen den Verlust einer knappen halben Stunde Laufzeit nach sich, wovon zahlreiche Sequenzen betroffen sind. So entfällt beispielsweise die charmante Einführung mit Robert Sabatier, die Handlung beginnt vergleichsweise unvermittelt. Daneben beruhen einige Änderungen auf Umschnitten. Die Eröffnung aller drei Folgen wurde nämlich dahingehend umgestaltet, dass das einheitliche, vorweggestellte Intro verworfen und die darin enthaltenen Nennungen in den ebenfalls modifizierten Vorspann integriert wurden. Dieser markiert nun den Anfang jeder Episode, während man ihn in der Produktion von 1995 lediglich vor dem ersten Teil einspielte. In den Weiterführungen blieb er zugunsten einer kurzen Zusammenfassung der vorangegangenen Handlung ausgespart, Besetzung und Produktion fanden in der Eingangsszene Erwähnung. Da dies in der späteren Darbietungsform nicht mehr nötig war, ist der Einstieg in den zweiten Teil stark kupiert. Eine Abwandlung erfuhr daneben die Schlussszene des letzten Teils, in der der Abspann bereits anläuft, als Olivier am Grab seiner Eltern sitzt. Eigentlich verweilte er dort einen Moment, begleitet vom einsetzenden musikalischen Hauptthema, bevor er den Friedhof verließ und das Bild dabei verschwamm.
Auch die resümierenden Einleitungen wurden nicht in ihrer eigentlichen Form beibehalten. Die visuellen Elemente dieser Rückschauen sind neu komponiert und werden von einer Frauen- anstelle der einstigen Männerstimme kommentiert, außerdem wurde die dabei vormals variierende Hintergrundmusik durch ein festes Stück ersetzt, welches die Leichtigkeit oder Schwere der dargestellten Emotionslagen vernachlässigt. In ihrem Umfang sind die Einspieler dagegen relativ gleich geblieben, sie unterscheiden sich zeitlich lediglich um nur zwei bzw. zehn fehlende Sekunden.
Insgesamt wurde der erste Teil um ganze zwölf Minuten reduziert, die beiden Fortsetzungen um jeweils acht Minuten, ohne dabei inhaltliche Indikatoren wie Nacktheit oder derbe Ausdrucksweise ersichtlich werden zu lassen. Sie zielen also lediglich darauf ab, die einzelnen Spieldauern einander anzugleichen, was ein Gesamtüberblick merklich veranschaulicht.
| Episode                               | Gekürzte und entfallene Szenen / Anmerkungen zu Unstimmigkeiten |
| ------------------------------------- | --- |
| „David und Olivier“ (- 12 min.)       | - Intro „Eine Kindheit auf dem Montmartre“ (gestrichen, - 0:18) - Vorspann mit Nennungen von Darstellern und Stab (abgewandelt, insg. - 0:21) - Gastauftritt von Robert Sabatier (gestrichen, - 1:35) - stattdessen: Unterrichtsschluss für Olivier und seine Klassenkameraden (+ 0:21) - Olivier kommt nach Hause / Kundschaft im Laden (gekürzt, insg. - 0:26) - Geografiestunde bei M. Gastounet über das französische Kolonialimperium (gestrichen, - 1:02) - Mme Haque überbringt Virginie einen Blumenstrauß von Dr. Lehmann (gekürzt & leicht abgewandelt, insg. - 0:38) - Olivier spricht seine Mutter auf Salzkorns Behauptung an / Erste Tangoschritte (gekürzt, insg. - 0:23) - Olivier und Virginie besuchen das Kabarett (gekürzt & abgewandelt, insg. - 1:06) - Virginie bei Dr. Lehmann / Auseinandersetzung und Versöhnung mit Olivier (gekürzt, insg. - 0:22) - Jean erzählt von abgebrochenen Dreharbeiten mit Jean Gabin (gestrichen, - 1:01) - Virginie löst die Verbindung zu Dr. Lehmann / Olivier lernt André Privat kennen (gekürzt, insg. - 0:21) - Die Nachbarschaft nimmt Abschied von Virginie (gekürzt & leicht abgewandelt, insg. - 0:36) - Ankunft in Langeac / Victoria bittet um Zutritt in die Kirche (jew. gekürzt, insg. - 0:36) - Olivier und David brechen in den versiegelten Laden ein (gekürzt, insg. - 0:35) - Abspann (gekürzt & abgewandelt, insg. - 1:00) |
| „David und Olivier“ (- 12 min.)       | Bis auf den Besuch bei Tante Victoria, Oliviers Umzug zu Elodie, dem sich seine Rückkehr in die Schule anschließt, die Messe für Virginie mitsamt der nachfolgenden Begegnungen auf dem Kirchvorplatz und die Abreise der Zobers wurden daneben alle weiteren, hier unerwähnt gebliebenen Szenen um bis zu 20 Sekunden gekürzt. Gleiches gilt auch für die Teile 2 und 3. |
| „David und Olivier“ (- 12 min.)       | Der Vorfall, als Spinne von den „Knallärschen“ in den Brunnen geworfen wird, ist in der früheren Version vor dem Theaterbesuch zu Oliviers Geburtstag zu sehen, in der neueren erst kurz nach Virginies Tod. Eigentlich zeichnete der Kleinkrieg der beiden Banden das unbeschwerte Alltagsbild der Kinder am Montmartre nach und wurde anschließend nur noch einmal aufgegriffen, als Anatol und Salzkorn das gesammelte Geld für die Messe stehlen wollen, ehe es zum Friedensschluss kommt. |
| „Drei Pfefferminzlutscher“ (- 8 min.) | - Intro „Eine Kindheit auf dem Montmartre“ (gestrichen, - 0:18) - stattdessen: Vorspann „Allein in der Welt“ (+ 0:54) - Zugfahrt durch die Landschaft zur Titelmelodie (mit Nennungen von Darstellern und Stab) (gekürzt, insg. - 0:51) - Tagung des Familienrates und Übereinkommen mit Henri (gekürzt, insg. - 0:23) - Olivier und Privat sehen sich „Die hölzernen Kreuze“ an / Bougras wendet sich ab (gekürzt, insg. - 0:49) - Aufsatzrückgabe und Nachricht des Gorguloff-Attentats auf Paul Doumer (gekürzt, insg. - 0:21) - Jeans Nachrichtenredaktion bereitet eine Berichterstattung zum Tod des Präsidenten vor (gestrichen, - 1:42) - Jean verliert seine Anstellung / Unbeabsichtigte Brandstiftung durch Olivier (jew. gekürzt, insg. - 0:28) - Abspann (gekürzt & abgewandelt, insg. - 1:00) |
| „Drei Pfefferminzlutscher“ (- 8 min.) | In voller Länge erhalten geblieben sind Oliviers selbstlose Hilfsbereitschaft in Spinnes Zimmer, wo er von dessen Vergangenheit erfährt, sowie sein Abschied vom Montmartre und die Ankunft im Internat, ferner der Schlussteil der Episode ab Victorias Rückkehr aus ihrem Sommerurlaub auf dem Gut in Montrichard, auf die eine Einladung Juliennes und das damit verbundene Dinner anlässlich Marceaus Genesung folgt, ehe dieser schließlich zusammenbricht. |
| „Drei Pfefferminzlutscher“ (- 8 min.) | Schnittfehler I: Während ihres gemeinsamen Kinobesuchs wendet Olivier, von hinten in Richtung Leinwand zu sehen, seinen Blick zu Privat, nur um in der nächsten Einstellung wieder erschrocken nach vorne zu starren. Wenig später lösen die beiden ihren zugeworfenen Augenkontakt, ohne sich zuvor einander damit bedacht zu haben. Hier wurde ein kurzes Stück entfernt, als Privat beruhigend Oliviers Hand hält, was besonders am Ton des laufenden Films auffällt. |
| „Drei Pfefferminzlutscher“ (- 8 min.) | Schnittfehler II: Als Oliviers Internatsklasse eine Lateinarbeit zurückerhält, notiert der Lehrer zur Erheiterung der Mitschüler ein Beispiel seiner fehlerhaften Übersetzung und korrigiert sie anschließend. Da diese Sequenz fehlt, steht der Satz unversehens auf der zuvor unbeschriebenen Tafel. |
| „Wilde Haselnüsse“ (- 8 min.)         | - Intro „Eine Kindheit auf dem Montmartre“ (gestrichen, - 0:18) - stattdessen: Vorspann „Allein in der Welt“ (+ 0:54) - Marceaus Auftritt im Jazzclub (mit Nennungen von Darstellern und Stab) (gekürzt, insg. - 0:33) - Olivier erfährt von den Schüssen auf seine Eltern / Der Spiegel hinter dem Vorhang (gekürzt & leicht abgewandelt, insg. - 0:42) - Privat taucht auf dem Hof auf / Die „Rebellen“ lesen Zeitung und planen ihren Ausflug (gekürzt & abgewandelt, insg. - 0:27) - Olivier lernt mit seinem Großvater / Unversöhnliches Aufeinandertreffen mit Privat (gekürzt, insg. - 0:21) - Besuch von Victoria auf dem Hof ihrer Eltern (gekürzt, insg. - 0:22) - Erinnerungen an vergangene Zeiten / Julienne klagt Olivier ihr Leid (gekürzt, insg. - 1:24) - Frühstück und Streit um die Anschaffung eines Radios (gekürzt, insg. - 0:33) - Die Wahrheit über Privat, Virginie und Pierre (gekürzt & leicht abgewandelt, insg. - 0:29) - Olivier besucht das Grab seiner Eltern (gekürzt & abgewandelt, insg. - 0:27) - Abspann (gekürzt & abgewandelt, insg. - 1:09) |
| „Wilde Haselnüsse“ (- 8 min.)         | Vollständig übernommen wurden die Lateinstunde mit unterbrechender medizinischer Visite, Marceaus Jazzeinlage während eines Chopin-Stücks und Henris Treffen mit Privat sowie Oliviers Besuch auf der Weide am Teufelsfluss. |
| „Wilde Haselnüsse“ (- 8 min.)         | Schnittfehler: Auf die Frage des Geschichtslehrers, was im Jahre 1685 geschah, antwortet der aufgerufene Delépine mit der Ermordung Heinrichs IV. durch François Ravaillac, woraufhin sich sein Klassenkamerad Susset mit der zutreffenden Lösung, die Aufhenung des Edikts von Nantes durch Ludwig XIV., zu Wort meldet. Diese Stelle ist derart verändert, dass die Ausgangsfrage nicht gestellt wird, sondern lediglich Delépines Antwort und die Bestätigung durch den Lehrer vorkommen. Dieser wechselt dadurch nicht nur unvermittelt seine Position im Raum, da er eigentlich auf Delépine zugegangen war, als er ihm eröffnete, warum sein Einfall nicht stimmen könne, sondern ist auch schlagartig nach vorne Richtung Tafel gewandt, als er Susset lobt. Außerdem stehen aufgrund der Umarbeitung beide Schüler im Wechsel von ihrem Platz erhoben, ohne dass sich der eine gesetzt hätte oder der andere aufgestanden wäre. |
| „Wilde Haselnüsse“ (- 8 min.)         | Da die Titelmelodie diesmal schon während der Schlussszene einsetzt und auch nicht von vorne beginnt, geht sie während des finalen Abspanns der Trilogie in eine virtuose Variation über, allerdings nur in der früheren Fassung. |

### Abweichungen in Dialogen
Neben den neu eingesprochenen Zusammenfassungen erscheint die Wahl einer zuvor nicht verwendeten Synchronaufzeichnung im dritten Teil besonders auffällig. Entgegen der originären Ausstrahlung berichtet Olivier seinem Großvater hier nicht von den Bücherverbrennungen im Deutschen Reich, sondern von Schlägereien zwischen Nationalisten und Kommunisten während einer Demonstration von 300.000 Erwerbslosen für neue Arbeitsplätze in Paris. Der strukturelle Aufbau des Gesprächs wurde bewahrt, es sind weiterhin ein Versprecher Oliviers beim Vorlesen wie auch der Kommentar des alten Mannes enthalten, dass niemand mehr wisse, welche Richtung der „Zug der Welt“ nehme, wenn er erst entgleist sei.
Dieser Wechsel markiert die einzige Unstimmigkeit, die den Zweck verfolgt, etwaig strittige Darstellungen zu übergehen. Bei allen weiteren gegensätzlichen Varianten ist dies nicht der Fall.
| Episode                                                   | Originalfassung | Alternativfassung |
| --------------------------------------------------------- | --- | --- |
| „David und Olivier“ / „Verlass’ mich nicht!“              | In der Anfangsszene fragt Anatol Salzkorn, ob er wisse, was das Wort „gougnafiers“ (dt.: Trottel, Nichtsnutze) bedeuten solle, das Olivier an einen Schaukasten der Schule schreibt. | Anatol erkundigt sich bei Salzkorn, ob er wisse, was „das Wort“ wohl heißen mag. |
| „David und Olivier“ / „Verlass’ mich nicht!“              | Beim Anblick des gebrechlichen Spinne am Waschbrunnen meint Mme Haque mitleidig, „so etwas“ gehöre nicht auf die Straße, sondern in speziellen Häusern versorgt. Während Bougras anschließend die sich prügelnden Banden zu einer Revolution aufruft, fragt sie sich, was nur aus Frankreich geworden sei. | Mme Haque kommentiert abfällig, „so etwas“ gehöre in speziellen Häusern eingesperrt. Als Bougras den Jungen vor Augen führt, dass nur die Anarchie die Welt noch vor der Dummheit retten könne, scheltet sie ihn empört, ob sie denn keine anderen Sorgen hätten. |
| „David und Olivier“ / „Verlass’ mich nicht!“              | In der Alternativfassung verliert sich Victors Gespräch mit Olivier während der Kutschfahrt nach Saugues zu Virginies Beerdigung in der dominierenden Hintergrundmusik, während seine Worte in der Originalfassung deutlicher zu verstehen sind. | |
| „David und Olivier“ / „Verlass’ mich nicht!“              | In Erwartung der Trauergemeinde vor der Kirche schmerzt es Oliviers Großvater, seinen Enkel zu so einem traurigen Anlass das erste Mal zu sehen, und dass man geglaubt habe, die Zeit würde alle Wunden der Vergangenheit heilen. Als sich seine Frau darüber beschwert, dass der Pfarrer das Portal nicht öffnet, winkt der alte Mann ab, da er sich vor ihm sowieso nicht auf die Knie werfen würde. Während sie wohl denken müsse, wie sie einen Kommunisten wie ihn lieben könne, denke er daran, dass sie einst für Virginie ihre Türen verschlossen hätten, was ihm jetzt leid täte. | Der Großvater bedauert die Umstände, unter denen er seinen Enkel kennenlernt, und stellt resigniert fest, dass es zum Versöhnen plötzlich zu spät sei, wenn der Tod komme, doch seine Frau gibt sich bestimmt, mit „dieser Person“ niemals Frieden geschlossen zu hätten. Ihr Mann foppt sie damit, Virginie immer noch die Schuld am Tod ihres Sohnes zu geben, weil sie ihn einst nach Paris gelockt habe, gibt jedoch mahnend zu bedenken, dass sie nichts für das Fabrikunglück könne, bei dem Pierre ums Leben kam.                                                             |
| „David und Olivier“ / „Verlass’ mich nicht!“              | Bevor Olivier bei Mado auftaucht, um ihr Virginies Schuhe zu schenken, singt sie ein französisches Lied. | Mado trällert beim Ankleiden die Melodie des Liedes vor sich hin. |
| „Drei Pfefferminzlutscher“ / „Die Geheimnisse des Lebens“ | Als M. Gastounet seine Schüler wegen einer Wasserschlacht rügt, stichelt Mme Haque, dass er wohl meine, etwas Besseres zu sein, weil er lauter furze als sein „Arsch gewohnt ist“. | Mme Haque macht Gastounet bissig darauf aufmerksam, sich für nichts Besseres halten zu müssen, da er auch keinen Marmor scheiße, und bezeichnet ihn als „Klugscheißer“. |
| „Drei Pfefferminzlutscher“ / „Die Geheimnisse des Lebens“ | Jean feiert mit Elodie überschwänglich seine Beförderung. Dabei ist kurzzeitig französischer Originalton zu hören. | Jeans Freundentänzchen ist komplett synchronisiert, er singt einen deutschen Text. |
| „Drei Pfefferminzlutscher“ / „Die Geheimnisse des Lebens“ | Olivier bestellt im Restaurant Pflaumenkuchen als Dessert. Bereits im ersten Teil vergleicht Mado den Genuss seiner Leibspeise mit Virginies Freude daran, mit Männern auszugehen. | Olivier bestellt Erdbeerkuchen beim Oberkellner. Mados damalige Erläuterungen, warum junge Witwen oft wieder heiraten, sind einer Kürzung zum Opfer gefallen. |
| „Wilde Haselnüsse“ / „Abschied und Versöhnung“            | Nachdem Marceau von seiner Kommunistin verschmäht wurde, lauscht er „schmerzvoller Musik“ und leidet als „abgewiesener Liebhaber still vor sich hin“. Dabei philosophiert er lethargisch über das „reine, elternlose Kind der Straße“, das gewisse Momente in seinem Leben nie vergessen, sondern sie schätzen werde, ehe Olivier ihn auf Privats Attentat anspricht. | Marceau erzählt direkt, als Olivier sich setzt, dass die Angebetete seine Briefe ungeöffnet zurückgeschickt und nicht einmal sein Gedicht gelesen hätte – die Synchronisation ist entsprechend der Kürzung angepasst. Olivier trägt ihm daraufhin frei heraus sein Anliegen vor, ohne weiter auf Marceau einzugehen. |
| „Wilde Haselnüsse“ / „Abschied und Versöhnung“            | Olivier singt ein Lied von Bougras („Verdammte dieser Erde“) und betrachtet dabei dessen Taschenuhr, als er Marceau im Nebenzimmer erneut schwer husten hört. | Olivier summt die Melodie des Liedes, bevor er in Marceaus Zimmer geht und ihm droht, seine Eltern über seinen Gesundheitszustand aufzuklären, wenn er es nicht selbst tue. |
| „Wilde Haselnüsse“ / „Abschied und Versöhnung“            | Als sich Olivier und sein Großvater mit der Kutsche auf den Weg zum Sanatorium machen, wird lediglich idyllische Musik eingespielt. | In derselben Sequenz erzählt Olivier über den jahrelangen Krieg mit den „Knallärschen“ und wie es schließlich zum Friedensschluss kam. |
| „Wilde Haselnüsse“ / „Abschied und Versöhnung“            | Auch als Julienne und Olivier in Langeac in den Zug einsteigen, findet zunächst kein Gespräch statt. | Julienne träumt davon, später einmal Pianistin zu werden, weshalb sie jeden Nachmittag zwei bis drei Stunden Klavier übe. |
| „Wilde Haselnüsse“ / „Abschied und Versöhnung“            | Privat berichtet Olivier, wie er sich im Frühling 1917 freiwillig gemeldet hatte, eine den Deutschen abgekämpfte Stellung auszukundschaften. Dabei hätte er sich eine Handgranate gegriffen, sie gezündet und seinen Arm absichtlich in die Schießscharte gesteckt, damit er ihm bei der Explosion abgerissen werde. Nach einem kurzen Aufenthalt im Lazarett sei er nach Paris gefahren, um Pierre und Virginie zu erschießen und anschließend sich selbst zu töten. Nach seinem Geständnis hofft Privat darauf, dass Olivier ihm eines Tages verzeihen könne.                            | Privat schildert, wie er sich bereiterklärt hatte, einen Standort auszukundschaften, den sie am nächsten Tag einnehmen wollten. Er hätte eine Handgranate mitgenommen und sei „zum Feind“ marschiert. Unterwegs hätte er sie zünden müssen und der Arm sei ihm dabei abgerissen worden. Als er nach Paris ins Lazarett kam, beschloss er, erst Oliviers Eltern umzubringen und anschließend sich selbst, da sein Leben sinnlos geworden sei. Doch weil er Virginie so sehr geliebt habe, wie er sie auch heute noch liebe, hätte er nicht auf sie schießen können.                   |
| „Wilde Haselnüsse“ / „Abschied und Versöhnung“            | Bei seinem Besuch auf der Weide eröffnet Marceau seinem Cousin zu wissen, dass er nach den Ferien wieder in Paris zur Schule gehen werde. Daher solle er am Tag vor der Abreise seinen Eltern am Grab sagen, dass er sie liebt, und wenn er fest daran glaube, würden sie ihn hören, woraufhin sich Olivier an die Sprache der Blumen erinnert und beschließt, ihnen eine rote Rose zu schenken. Als sie über eine gemeinsame Amerikareise zum Jahreswechsel sprechen, beschimpfen sie sich spaßeshalber und fallen sich verzweifelt und dennoch gelöst in die Arme.                       | Marceau bittet Olivier, nach Paris zurückzukehren und die Schule weiterzumachen, was dieser ablehnt. Durch Olivier hätte er gelernt, was Großherzigkeit sei, weswegen er ihm nun erklärt, dass zu Großherzigkeit auch Verzeihen gehöre. Als Olivier ihn hilflos fragt, wie er seinen Eltern vergeben könne, beruhigt ihn Marceau, dass er einen Weg finden würde, worauf Olivier vorschlägt, ihr Grab zu besuchen. Als sie über den nächsten Jahreswechsel sprechen, sinnieren sie, bei dieser Gelegenheit ausgiebig im Cotton Club zu feiern, und umarmen sich in Vorfreude darauf. |

## Kritik
„Der Film ist eine Liebeserklärung an den Montmartre, dieses volkstümlichste aller Pariser Quartiers. Es ist die Welt der kleinen Handwerker und Geschäftsleute, wo Olivier eine glückliche Kindheit und wahre Freundschaft erlebt. Um das romantische Flair des damaligen Montmartre wieder zum Leben zu erwecken, wurde für die Dreharbeiten eine ganze Straße, die Rue Labat, detailgetreu im Stil der 30er Jahre nachgebaut.“

## Auszeichnungen
Der Dreiteiler wurde im Frühjahr 1996 auf dem 36. Festival de Télévision de Monte-Carlo in der Kategorie „Miniserie“ mit dem Preis der Internationalen Kritik bedacht, Anne Jacquemin erhielt für ihre Darstellung eine Silberne Nymphe.